# Alberto Fuguet
Alberto Fuguet de Goyeneche, né le 7 mars 1964 à Santiago, est un écrivain et cinéaste chilien.

## Biographie
Fuguet, né à Santiago au Chili, vit à Encino (Los Angeles), en Californie, jusqu'à l'âge de treize ans. Il est diplômé de l'École de Journalisme de l'Universidad Alberto Hurtado (es).
En 1999, le Time classe Fuguet parmi les cinquante Latino-américains les plus importants pour le prochain millénaire. En 2003, il apparaît en couverture de l'édition internationale du magazine Newsweek, pour représenter la nouvelle génération d'écrivains latinos.
Fuguet dirige le programme de Culture Audiovisuelle Contemporaine à l'École de Journalisme de l'Universidad Alberto Hurtado, à Santiago. Il écrit aussi pour le journal El Mercurio.
L'œuvre de Fuguet se caractérise par la double appartenance américaine et chilienne, avec des références croisées constantes aux cultures populaires de ces deux pays. En 1996 il coédite (avec Sergio Gómez) l'anthologie McOndo, dont le titre combine McDonalds avec Macondo, le village imaginaire créé par Gabriel García Márquez. Le terme McOndo évoque les nouvelles cultures populaires, et montre une distance vis-à-vis du réalisme magique.
Les autres livres de Fuguet sont les recueils de nouvelles Sobredosis et Cortos ; les romans Mala onda, Por favor, rebobinar, Tinta roja et Las películas de mi vida ; et le recueil d'essais Primera parte. Mala onda, qui raconte une semaine de la vie d'un adolescent de Santiago en 1980, a été très largement apprécié par le public et la critique. Tinta roja a été adapté au cinéma. Las películas de mi vida est un roman semi-autobiographique dont le protagoniste est un sismologue chilien qui a été éduqué en Californie avant de retourner au Chili. Le personnage raconte sa vie par le biais de références aux films qu'il a vus. Plusieurs œuvres de Fuguet, parmi lesquelles Mala onda et Las películas de mi vida, ont été traduites en anglais et publiées aux États-Unis.

## Œuvres

### Romans
- Mala onda (1991)
- Tinta roja (1995)
- Por favor rebobinar (1994)
- Las películas de mi vida (2003)
- Missing (2009)

### Recueils de nouvelles
- Sobredosis (1996)
- Cortos (2004)

#### Traduction française
- « Perdu », traduction d'Albert Bensoussan dans Les Bonnes Nouvelles de l'Amérique latine, Paris, Gallimard, coll. « Du monde entier », 2010  (ISBN 978-2-07-012942-3)

### Filmographie
- 2000 Dos Hermanos réalisé par Martin Rodriguez, scénario : Alberto Fuguet
- 2000 Tinta Roja réalisé par Francisco J. Lombardi, scénario : Alberto Fuguet
- 2004 Las hormigas asesinas court-métrage de 20 min
- 2005 Se Arrienda qu'il a coécrit avec Francisco Ortega, film 109 min
- 2009 2 horas court-métrage de 25 min
- 2010 Velodromo film 110 min
- 2011 Musica Campesina film 100 min
- 2013 Locaciones: Buscando a Rusty James film 93 min
- 2015 Invierno film 291 min
- 2018 Cola de Mono film 102 min
- 2019 Siempre si (Dis moi oui) film 104 min
- 2021 Tout à la fois film essai sur un couple singulier, ensemble depuis plus de 30 ans : Paco et Manolo, photographes catalans de la banlieue de Barcelone. Ils travaillent dans le magazine KINK, un fanzine à l'esthétique homoérotique : KINK ediciones (es)